# 岩黒山
岩黒山（いわぐろやま）は、四国山地西部の石鎚山脈に属する山である。標高1,746m。
四国百名山に選定されている。

## 概要
石鎚山への登山口のひとつである土小屋のすぐ背後にある山である。春にはアケボノツツジが開花する。。

## 登山ルート
石鎚スカイライン終点の土小屋(1,492m)にある白石ロッジ南側の登山口から50分ほどで山頂にたてる。また、南の筒上山側からも容易に登れる。

## 源流の河川
- 吉野川の支流の名野川、瀬戸内海へ流れる。
- 仁淀川（面河川）の番匠谷、太平洋へ流れる。
- 加茂川のおだま谷、瀬戸内海へ流れる。

## ギャラリー

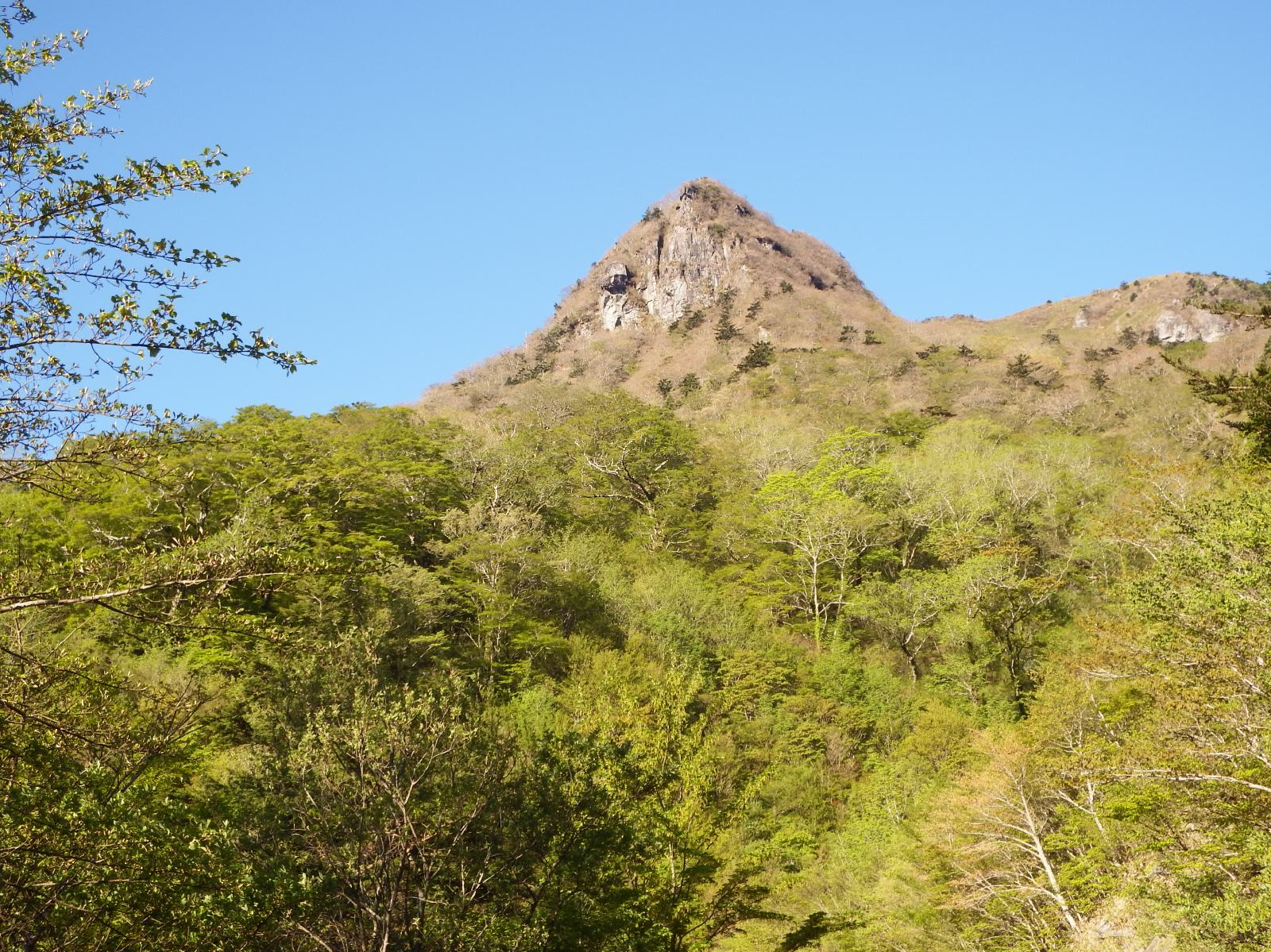
県道40号の寺川より
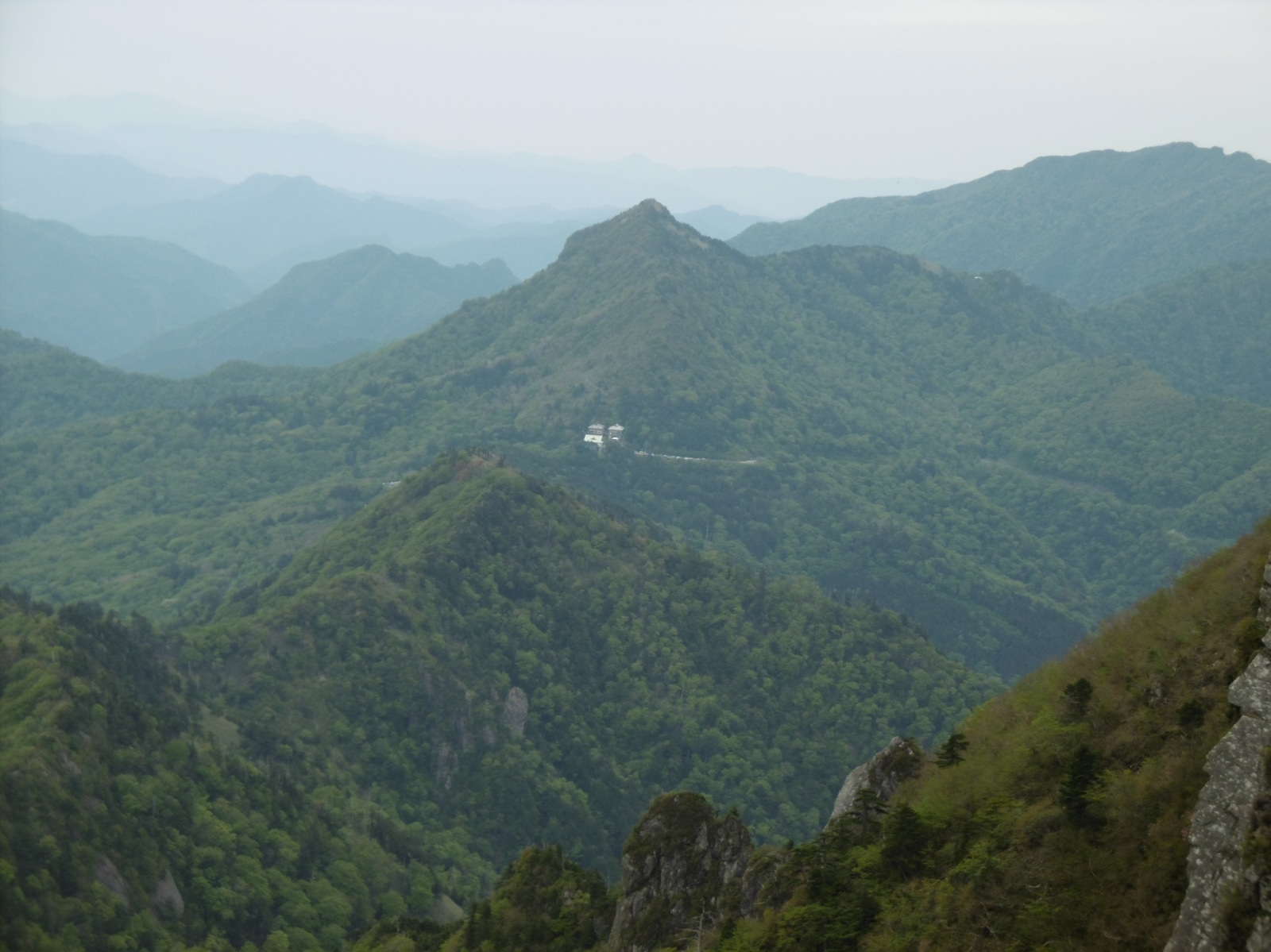
石鎚山頂上から
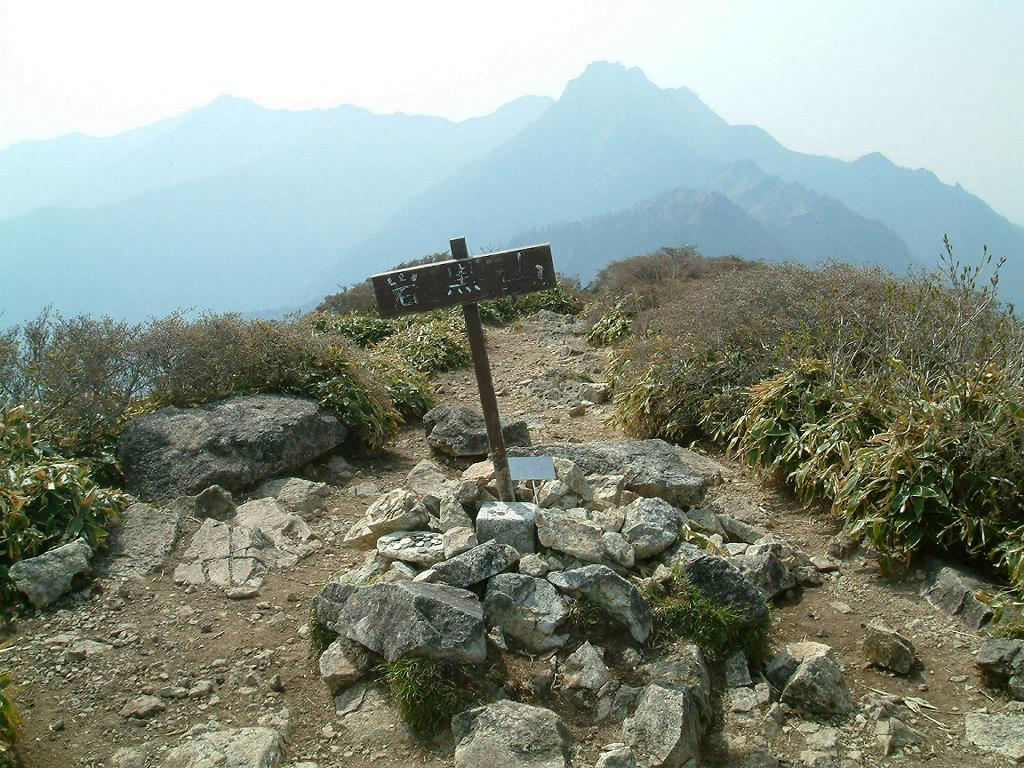
頂上

## 伊吹山
岩黒山の北東で、瓶ヶ森との間にあり、瓶ヶ森林道から15分あれば山頂（標高1503.1m）に立てる。よさこい峠とシラサ峠の間にあるなだらかな山で頂上部は広くテラスの様で、周りの山を眺めることができる。

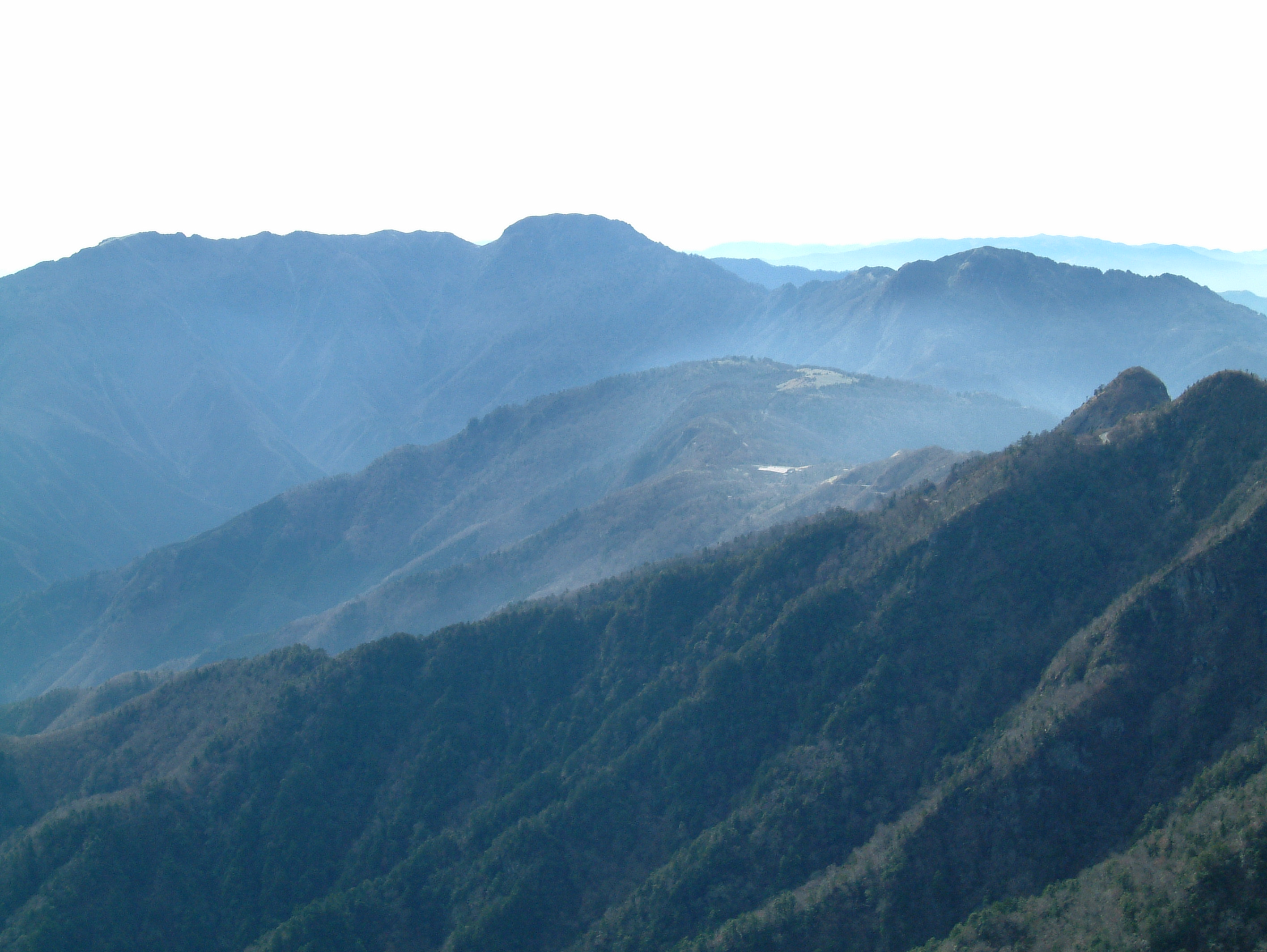
伊吹山は真ん中に
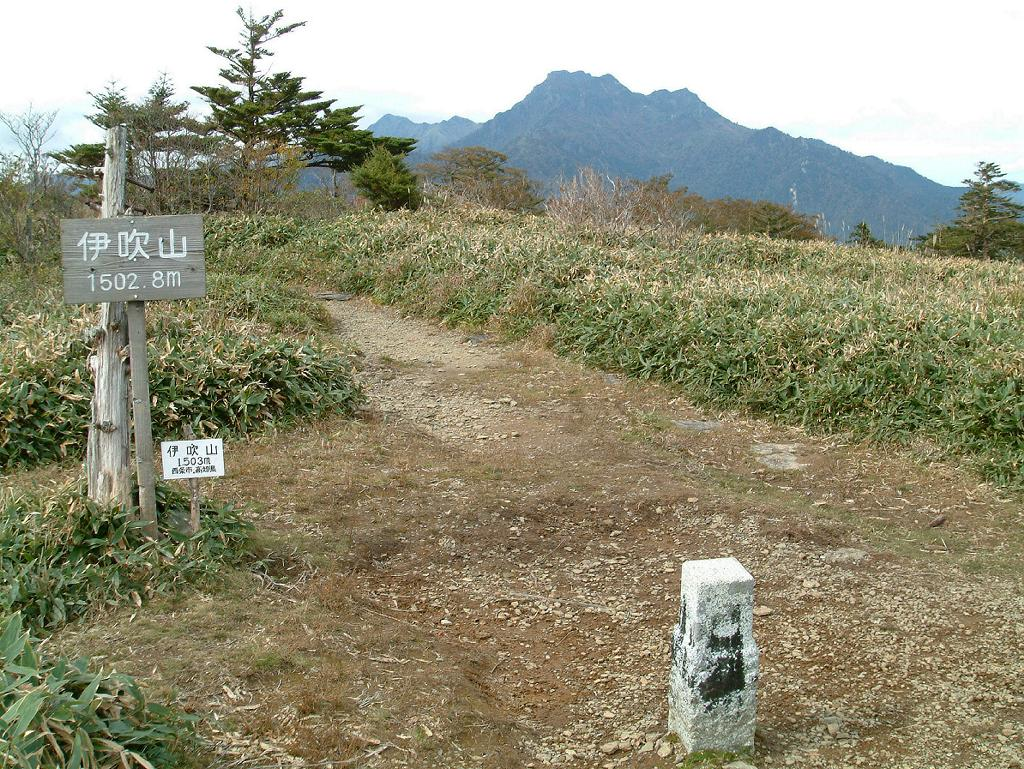
伊吹山からの石鎚山
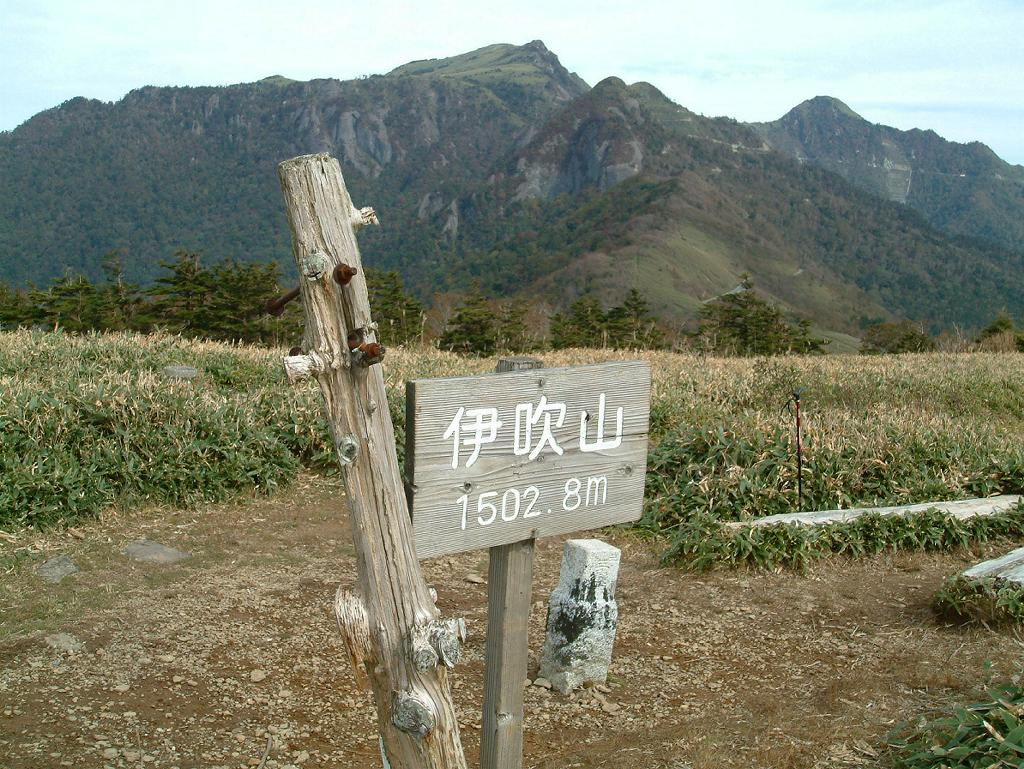
伊吹山からの瓶ヶ森

## 周辺の山々
```
堂ヶ森
━
二ノ森
━
石鎚山
━
岩黒山
━
伊吹山
━子持権現山━
瓶ヶ森
━
西黒森
━
伊予富士
━
寒風山
━
笹ヶ峰
━
ちち山

　　　　　　　　　　　　　┃
　　　　　　　　　　　　
筒上山
━
手箱山
```